# ميراندا (مغنية)
ليدي ديانا ميراندا كاردونا (بالإسبانية: Miranda) المعروفة باسم ميراندا (20 نوفمبر 1984 بميديلين، كولومبيا) هي مغنية وملحنة كولومبية. في سن 27 شاركت في برنامج نسخة ذا فويس الكولومبية، حيث كانت ضمن فريق ريكاردو مونتانير، وقد فازت باللقب في 20 ديسمبر 2012 مما منحها فرصة توقيع عقد مع مجموعة يونيفرسال الموسيقية بالإضافة إلى الجائزة المالية. فكانت انطلاقتها الفنية حين ادت مع كارلوس فيفس وأليخاندرو صانز، وترشحت لجائزة غرامي اللاتينية عن فئة أفضل مغنية جديدة.

## ديسكوغرافيا

### ألبومات
- 2013: الروح (بالإسبانية: Alma)[6]

### منوعات
- ميراندا وفريق سول (بالإسبانية: Miranda y la soul band)
- 2012: أفضل صوت في... كولومبيا (بالإسبانية: Lo Mejor de la Voz... Colombia)
- ملكات الرقص (بالإنجليزية: Dancing Queens)[7]

### أغاني فردية
- 2013: لماذا؟ (بالإسبانية: ¿Por qué?)[8]
- 2014: سر كبير (بالإسبانية: El gran secreto)[9]
- الأبدية (بالإسبانية: Eterno)
- أرقص (بالإسبانية: Eterno)[10]

## الجوائز والترشيحات

### جائزة غرامي اللاتينية
ترشحت ميراندا لجائزة غرامي اللاتينية عن أفضل مغنية جديدة سنة 2014.
| السنة | العمل   | الفئة            | النتيجة |
| ----- | ------- | ---------------- | ------- |
| 2014  | ميراندا | أفضل مغنية جديدة | رُشِّح     |

### جوائز تشوك
تعتبر جوائز تشوك أهم جائزة موسيقية في كولومبيا، ترشحت ميراندا مرتين لها.
| السنة | العمل   | الفئة            | النتيجة |
| ----- | ------- | ---------------- | ------- |
| 2013  | لماذا؟  | أفضل مغنية جديدة | فوز     |
| 2014  | سر كبير | أفضل مغنية بوب   | رُشِّح     |